# Dismas
Dismas, cunoscut și sub numele de Tâlharul pocăit sau tâlharul cel bun, este unul dintre cei doi tâlhari nenumiți din relatarea lui Luca a răstignirii lui Isus din Noul Testament. Evanghelia după Luca îl descrie rugându-l pe Isus să-l pomenească atunci când va ajunge la împărăția sa. Celălalt, cunoscut ca tâlharul nepocăit, îl provoacă pe Isus să se salveze de pe cruce pentru a dovedi că el este Mesia.
El este venerat oficial în Biserica Catolică. Martirologiul Roman plasează pomenirea lui pe 25 martie, de Sărbătoarea Bunei Vestiri, datorită tradiției creștine străvechi că Hristos (și tâlharul pocăit) au fost răstigniți și au murit exact în ziua aniversării întrupării lui Hristos.
Acestui tâlhar i se dă numele Dismas în Evanghelia lui Nicodim și el este cunoscut în mod tradițional în catolicism sub numele de Sfântul Dismas (uneori Dysmas; în spaniolă și portugheză, Dimas). În alte tradiții creștine are alte nume:
- În tradiția ortodoxă coptă și în Povestea lui Iosif din Arimateea, el este numit Demas.[4][5]
- În Codex Colbertinus, el este numit Zoatham sau Zoathan.[6]
- În tradiția ortodoxă rusă, el este numit Rah.[7]

## Evanghelia după Luca

### Relatare
Doi oameni au fost răstigniți în același timp cu Isus, unul la dreapta lui și altul la stânga lui (Matei 27:38; Marcu 15:27–28,32; Luca 23:33, Ioan 19:18), ceea ce Evanghelia după Marcu interpretează ca o împlinire a profeției din Cartea lui Isaia 53:12. Potrivit evangheliilor după Matei și, respectiv, Marcu, ambii tâlhari l-au batjocorit pe Isus (Matei 27:44; Marcu 15:32); cu toate acestea, Evanghelia după Luca menționează că:
| “ | 39 Iar unul dintre făcătorii de rele răstigniți, Îl hulea zicând: Nu ești Tu Hristosul? Mântuiește-Te pe Tine însuți și pe noi. 40 Și celălalt, răspunzând, îl certa, zicând: Nu te temi tu de Dumnezeu, că ești în aceeași osândă cu El? 41 Și noi pe drept, căci noi primim cele cuvenite după faptele noastre; Acesta însă n-a făcut nici un rău. 42 Și zicea lui Iisus: Pomenește-mă, Doamne, când vei veni în împărăția Ta. 43 Și Iisus i-a zis: Adevărat grăiesc ție, astăzi vei fi cu Mine în rai. (Luca 23:39–43) | ” |

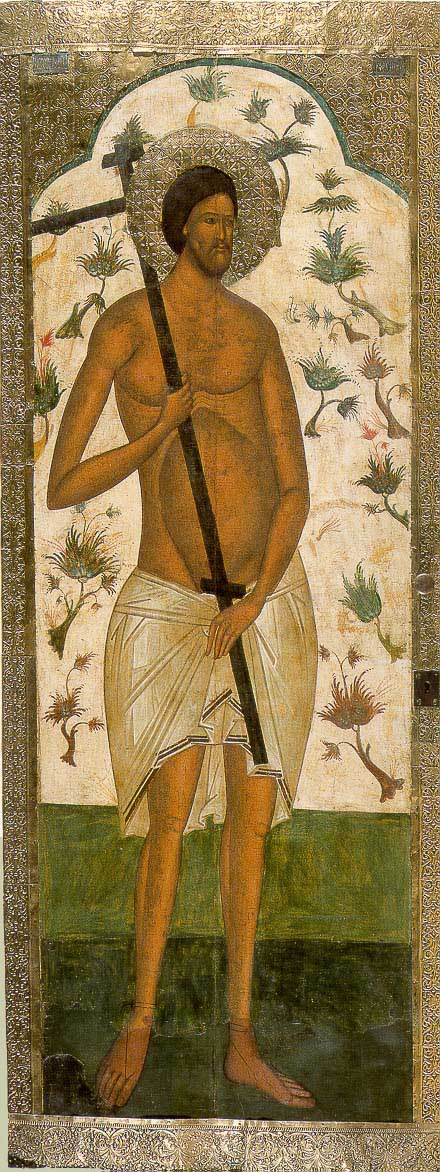
Icoana ortodoxă rusă a Tâlharului cel bun în rai (Școala din Moscova, c. 1560)

### „Adevărat ... astăzi ... în rai”
Expresia tradusă „Adevărat grăiesc ție astăzi vei fi cu Mine în rai” în Luca 23:43 („Ἀμήν σοι λέγω σήμερον μετ 'ἐμοῦ ἔσῃ ἐν τῷ παραδείσῳ.” ) este contestată într-un număr mic de versiuni și comentarii. Manuscrisele grecești sunt fără punctuație, deci atribuirea adverbului „astăzi” verbului „a fi” în fraza „Adevărat grăiesc ție, astăzi vei fi cu Mine în rai” (versiunea majoritară) sau verbului „a spune” în fraza „Adevărat grăiesc ție astăzi, vei fi cu Mine în rai” (versiunea minoritară), depinde de analiza convențiilor cu privire la topică în greaca comună. Majoritatea traducerilor antice ale Bibliei folosesc, de asemenea, versiunea majoritară și doar Evangheliile curetoniene în limba aramaică preiau versiunea minoritară. Drept urmare, unele rugăciuni îl recunosc pe tâlharul cel bun ca fiind singura persoană confirmată ca sfânt - adică o persoană cunoscută că a ajuns în rai după moarte - de Biblie și de Isus însuși. Toma de Aquino a scris:
| “ | Cuvintele Domnului (Astăzi ... în rai) trebuie să fie înțelese, prin urmare, nu [ca o referire - n.n.] la un paradis pământesc sau material, ci la acel paradis spiritual în care ar putea fi toți, se spune, cei care se bucură de gloria divină. Din acel moment, tâlharul s-a urcat cu Cristos la cer ca să fie cu Cristos, așa cum i s-a spus: „Vei fi cu Mine în rai”; dar ca răsplată, el a fost în rai, pentru că acolo a simțit și s-a bucurat de divinitatea lui Cristos, împreună cu ceilalți sfinți. | ” |

## Tradiții creștine

### Nenumit
Doar Evanghelia după Luca îl descrie pe unul dintre tâlhari ca pocăindu-se, dar nu-i menționează numele.
Augustin de Hipona nu-l numește pe tâlhar, dar se întreabă dacă nu ar fi posibil ca acesta să fi fost botezat la un moment dat.

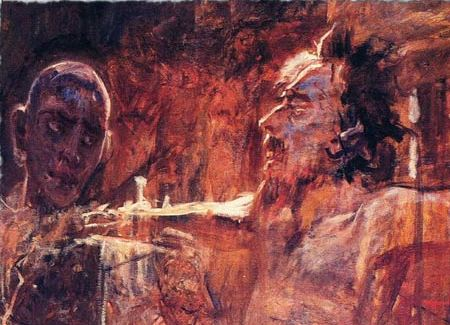
Cristos și tâlharul de Nikolai Ghe

Potrivit lui Ioan Gură de Aur, tâlharul a trăit în deșert și a jefuit sau a ucis pe oricine a fost suficient de ghinionist să-i treacă prin cale. Potrivit papei Grigore cel Mare, el „era vinovat de sânge, chiar și de sângele fratelui său” (fratricid).

### Numit

#### Dismas
Tâlharului pocăit nenumit din Evanghelia după Luca i s-a atribuit mai târziu numele Dismas în Evanghelia lui Nicodim, care ar fi fost scrisă parțial în secolul al IV-lea. Numele „Dismas” a fost adaptat dintr-un cuvânt grecesc care înseamnă „apus” sau „moarte”. Numele celuilalt tâlhar este menționat ca Gestas. În Viața tâlharului cel bun (Histoire Du Bon Larron, versiunea franceză 1868, versiunea engleză 1882) din Evanghelia arabă a copilăriei Mântuitorului, Augustin de Hipona afirmă că tâlharul i-ar fi spus copilului Isus: „O, cel mai binecuvântat dintre copii, dacă ar trebui vreodată să vină o vreme când voi râvni la Mila Ta, adu-ți aminte de mine și nu uita ziua de astăzi.”
Anne Catherine Emmerich a văzut într-o viziune Sfânta Familie „epuizată și neputincioasă”; potrivit lui Augustin de Hipona și lui Petru Damiani, Sfânta Familie l-a întâlnit pe Dismas în aceste circumstanțe. Papa Teofil al Alexandriei (385–412) a scris o Omilie cu privire la Răstignire și la Tâlharul cel Bun, care este o scriere clasică a literaturii copte.

#### Demas
În tradiția ortodoxă coptă, el este numit Demas. Acesta este numele care i-a fost dat în Povestea lui Iosif din Arimateea.

### Sfințenia
Biserica Catolică îl pomenește pe Tâlharul cel Bun în ziua de 25 martie. În Martirologiul Roman se află următorul text: „Comemorarea tâlharului cel sfânt din Ierusalim, care l-a mărturisit pe Cristos și a fost canonizat chiar de Isus pe cruce în acel moment și a meritat să audă de la el: „Astăzi vei fi cu mine în rai.” O serie de orașe, inclusiv San Dimas, California, sunt numite după el. Există mai multe biserici parohiale numite după el, cum ar fi Biserica Tâlharului cel Bun din Kingston, Ontario, Canada - construită de condamnații de la Penitenciarul Kingston din apropiere, Biserica Sf. Dismas din Waukegan, Illinois, Biserica vetero-catolică Sf. Dismas din Coseley și Biserica Sf. Dismas, Tâlharul cel Bun, o biserică catolică de la unitatea de corecție Clinton din Dannemora, New York.
El este pomenit într-o rugăciune tradițională ortodoxă, înaintea împărtășaniei: „Cinei Tale celei de taină, Fiul lui Dumnezeu, astăzi părtaș mă primește, că nu voi spune vrăjmașilor Tăi Taina Ta, nici sărutare îți voi da ca Iuda; ci, ca tâlharul mărturisindu-mă, strig Ție: Pomenește-mă, Doamne, întru Împărăția Ta.”.

### Artă

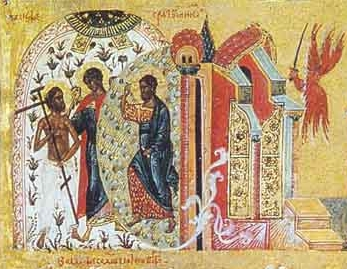
O icoană care îl prezintă pe Hristos (în centru) care aduce Dismas (în stânga) în Rai: în dreapta se află Porțile Paradisului, păzite de un serafim (Mănăstirea Solovețki, secolul al XVII-lea).

În arta medievală, Sf. Dismas este reprezentat adesea ca însoțindu-l pe Iisus la Coborârea în iad, așa cum este relatat în 1 Petru:3:19–20 și în Crezul apostolic (deși niciun text nu îl menționează pe tâlhar).
În Biserica Ortodoxă, una dintre cântările din Vinerea Mare care amintește despre răstignirea Domnului și despre moartea lui pe Golgota se numește „a Tâlharului celui Bun” (sau „a Tâlharului înțelept”, în slavona bisericească: „Razboinika blagorazumnago”) și vorbește despre cum Hristos i-a dăruit lui Dismas Raiul. Mai multe compoziții ale acestui imn sunt folosite în Biserica Ortodoxă Rusă și formează unul dintre punctele culminante ale slujbei Utreniei din Vinerea Mare.
În piesa Așteptându-l pe Godot a lui Samuel Beckett, personajele principale Vladimir și Estragon discută pe scurt despre neconcordanțele dintre relatările celor patru evangheliști cu privire la cei doi tâlhari. Vladimir concluzionează că de vreme ce numai Luca spune că unul dintre cei doi a fost mântuit, „atunci cel de-al doilea trebuie să fi fost blestemat [...] de ce să-l crezi pe el, și nu pe ceilalți?”

## În cultura populară
Tâlharul este menționat în muzica populară creștină, precum în melodia „Thief” din 1995 a trupei de rock creștin Third Day și în numele trupei de rock creștin Dizmas. El este, de asemenea, naratorul din cântecul controversat „Friday Morning” al lui Sydney Carter.

## Legături externe
- Imnul Tâlharului Înțelept la slujba ortodoxă din Vinerea Mare (în engleză)
- Saint Dismas - Freebase